# Lista de singles número um na Billboard Hot 100 em 2025
A Billboard Hot 100 é uma parada musical que classifica as músicas de melhor desempenho nos Estados Unidos. Seus dados são compilados pela Luminate Data e publicados pela revista musical americana Billboard. A classificação é baseada nas vendas semanais, tanto físicas, quanto digitais de cada música, na quantidade de impressões que recebe nas rádios americanas e em seus streams de áudio e vídeo em plataformas de música digital.
Até a parada datada de 8 de fevereiro, quatro artistas alcançaram o primeiro lugar em 2025.

## Histórico
| Semana de       | Canção                             | Artista(s)             | Ref    |
| --------------- | ---------------------------------- | ---------------------- | ------ |
| 4 de janeiro    | "All I Want for Christimas Is You" | Mariah Carey           | [ 1 ]  |
| 11 de janeiro   | "Die with a Smile"                 | Lady Gaga e Bruno Mars | [ 2 ]  |
| 18 de janeiro   | "Die with a Smile"                 | Lady Gaga e Bruno Mars | [ 3 ]  |
| 25 de janeiro   | "Die with a Smile"                 | Lady Gaga e Bruno Mars | [ 4 ]  |
| 1 de fevereiro  | "Die with a Smile"                 | Lady Gaga e Bruno Mars | [ 5 ]  |
| 8 de fevereiro  | "4x4"                              | Travis Scott           | [ 6 ]  |
| 15 de fevereiro | "Die with a Smile"                 | Lady Gaga e Bruno Mars | [ 7 ]  |
| 22 de fevereiro | "Not Like Us"                      | Kendrick Lamar         | [ 8 ]  |
| 1 de março      | "Luther"                           | Kendrick Lamar e SZA   | [ 9 ]  |
| 8 de março      | "Luther"                           | Kendrick Lamar e SZA   | [ 10 ] |
| 15 de março     | "Luther"                           | Kendrick Lamar e SZA   | [ 11 ] |
| 22 de março     | "Luther"                           | Kendrick Lamar e SZA   | [ 12 ] |
| 29 de março     | "Luther"                           | Kendrick Lamar e SZA   | [ 13 ] |
| 5 de abril      | "Luther"                           | Kendrick Lamar e SZA   | [ 14 ] |
| 12 de abril     | "Luther"                           | Kendrick Lamar e SZA   | [ 15 ] |
| 19 de abril     | "Luther"                           | Kendrick Lamar e SZA   | [ 16 ] |